# Little Red Riding Hood (film 1922 Goulding)
Little Red Riding Hood è un cortometraggio muto del 1922 diretto da Alfred J. Goulding e Al Herman, che aveva come interprete nel ruolo di Cappuccetto Rosso la piccola Baby Peggy, un'attrice bambina di soli quattro anni, popolarissima all'epoca del cinema muto. Nel ruolo del Lupo, Peter the Great, pastore tedesco al suo esordio sullo schermo.

## Produzione
Il film fu prodotto dalla Century Film, una piccola casa di produzione fondata dai fratelli Abe e Julius Stern.

## Distribuzione
Distribuito dall'Universal Film Manufacturing Company, il film - un cortometraggio in due bobine - uscì nelle sale cinematografiche USA il 6 novembre 1922. Nello stesso anno, furono distribuite altre due pellicole dallo stesso titolo: la britannica Little Red Riding Hood, un cortometraggio di otto minuti prodotto dalla Hepworth e il film di animazione Cappuccetto Rosso di Walt Disney, una rivisitazione in chiave moderna della fiaba di Charles Perrault.